# Dermophis mexicanus
La Tapalcua (Dermophis mexicanus) és una espècie d'amfibis gimnofions de la família Caeciliidae. Habita al Salvador, Guatemala, Hondures, Mèxic, Nicaragua i possiblement a Belize. Els seus hàbitats naturals inclouen boscos secs tropicals o subtropicals, montans secs, plantacions, jardins rurals i zones prèviament boscoses ara molt degradades.